# Champlain (Bas-Canada)
Pour les articles homonymes, voir Champlain.
Champlain est un district électoral de la Chambre d'assemblée du Bas-Canada ayant existé de 1830 à 1838.

## Histoire
Le district est créé lors de la refonte de la carte électorale de 1829 par détachement du district de Saint-Maurice. Il s'agit d'un district représenté conjointement par deux députés. Il est suspendu de 1838 à 1841 en raison de la Rébellion des Patriotes.

## Liste des députés

### Siègeno1
| Années | Années      | Député         | Parti    |
| ------ | ----------- | -------------- | -------- |
|        | 1830 - 1834 | Olivier Trudel | Patriote |
|        | 1834 - 1838 | Olivier Trudel | Patriote |

### Siègeno2
| Années | Années      | Député                | Parti    |
| ------ | ----------- | --------------------- | -------- |
|        | 1830 - 1834 | Pierre-Antoine Dorion | Patriote |
|        | 1834 - 1838 | Pierre-Antoine Dorion | Patriote |